# Газитеев, Газимирза Магомедович
Газимирза Магомедович Газитеев (род. 8 января 1976 года, Махачкала, Дагестанская АССР, РСФСР, СССР) — российский спортсмен.
Чемпион мира по боевому самбо, серебряный медалист чемпионата Евразии по боевому самбо, трёхкратный чемпион России по рукопашному бою (1999—2001), обладатель кубка СНГ по боевому самбо, двукратный победитель кубка мира по боевому самбо среди ветеранов (2018, 2019). Мастер спорта международного класса.

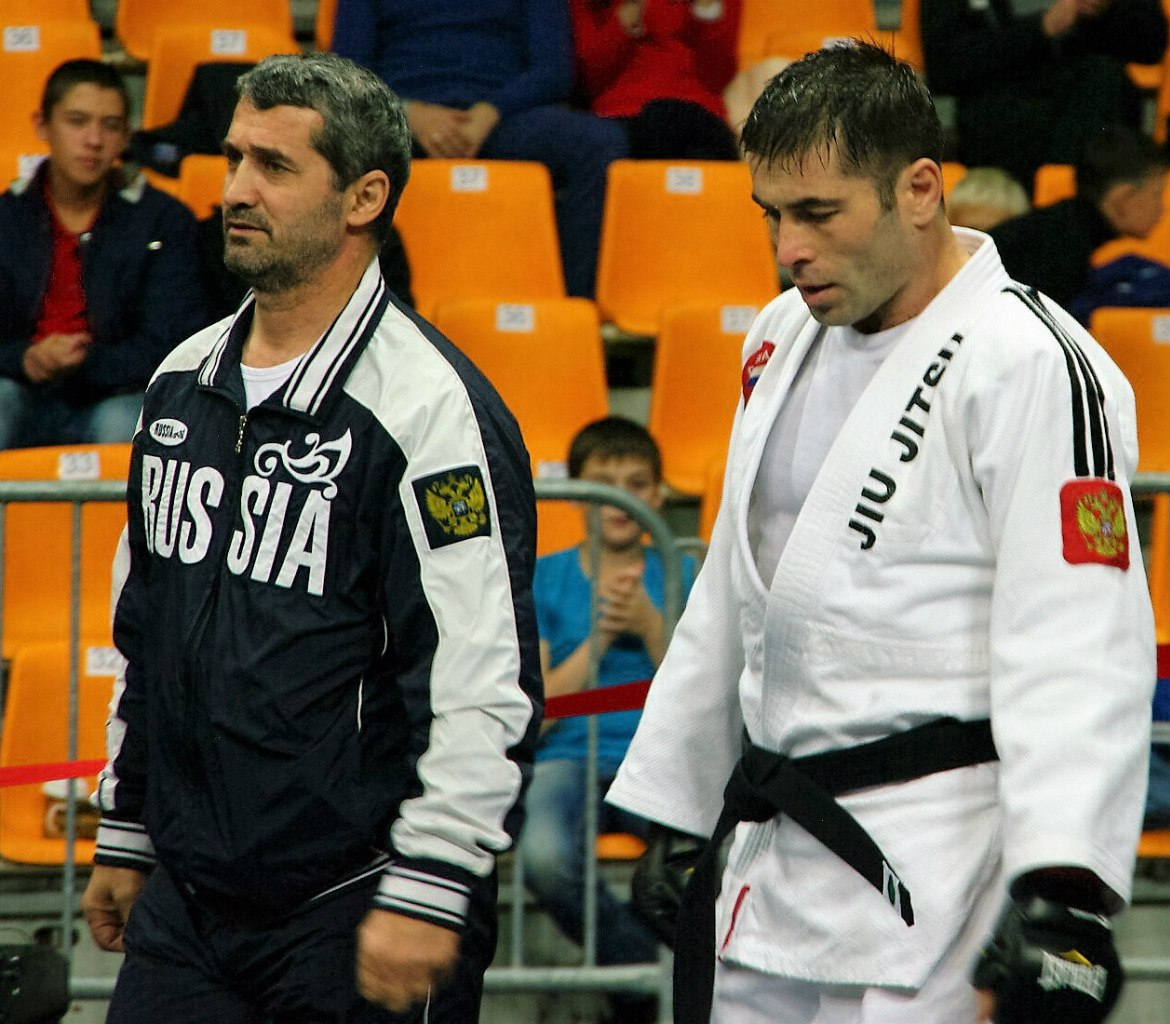
Матчевая встреча по боевому самбо «Сборная России против сборной мира», Москва. (слева Борзов Б.)

## Биография
Родился 8 января 1976 года в городе Махачкале. По национальности даргинец. Заниматься спортом начал в возрасте 8 лет под руководством отца, тренера по боксу в республиканской ДЮСШ. Выступал на различных региональных и всесоюзных соревнованиях по боксу.
Службу в вооруженных силах РФ проходил в ВСН (взвод специального назначения) разведывательной роты мотострелкового полка, где продолжал тренироваться, выступал на соревнованиях по АРБ (армейскому рукопашному бою). В 1999 году стал чемпионом Вооруженных Сил РФ по рукопашному бою. Впоследствии трижды побеждал на чемпионатах России по рукопашному бою (1999, 2000, 2001).
После демобилизации переехал в г. Нижний Новгород, всерьез увлекся борьбой самбо. Принимал участие в любительских и профессиональных соревнованиях по различным спортивным дисциплинам — самбо, рукопашному бою, панкратиону. Является обладателем специальных призов всесоюзных и международных турниров «За лучшую технику» и «За волю к победе».
С 2011 года тренировался в г. Москве под руководством заслуженного тренера России Борзова Багаудина. Стал победителем ХV международного турнира по рукопашному бою. Одержал победу на чемпионате Мира по боевому самбо среди сотрудников силовых структур и подразделений специального назначения (Беслан, Северная Осетия, 2015 год). Награждён кубком главы республики и поясом чемпиона президентом Северной Осетии Агузаровым Тамерланом Кимовичем.
В составе Российской команды участвовал в матчевой встрече по профессиональному боевому самбо «Сборная России против сборной мира» (Москва, 2015) одержал победу над соперником на 39 секунде первого раунда, болевым приемом.
В 2015 году в Москве на турнире по профессиональному боевому самбо, в бою за титул чемпиона Евразии потерпел поражение техническим нокаутом, от известного российского бойца Джабара Аскерова. По завершении второго раунда поединок был остановлен врачом.
В феврале 2018 года одержал победу на международном турнире «Сила России» проходившем в г. Кемерово. Награждён поясом чемпиона полномочным представителем президента России по Сибирскому федеральному округу Меняйло Сергеем Ивановичем.
Победитель кубка СНГ и двукратный обладатель кубка мира (2018, 2019) по боевому самбо (WCSF) в возрастной группе старше 35 лет.
С 2001 года совмещает спортивную и тренерскую деятельность, является заслуженным тренером по боевому самбо WCSF (Всемирная федерация боевого самбо).

## Образование
Высшее педагогическое ДГПУ (факультет физической культуры и спорта)

## Спорт

### Достижения
- Мастер спорта России по рукопашному бою.
- Мастер спорта международного класса по боевому самбо
- Заслуженный тренер России по боевому самбо (WCSF).